# Карл Стофф
Карл Альберт Стофф (швед. Karl Albert Staaff; нар. 21 січня 1860; Клара, Стокгольм (лен) — 4 жовтня 1915; Енгельбрект, Стокгольм (лен)) — шведський політик, юрист, прем'єр-міністр Швеції у 1905—1906 і 1911—1914 роках.

## Біографія
Народився 21 січня 1860 року в місті Клара, Стокгольм. Закінчив Уппсальський університет.
Був видним прихильником ідеї про загальне виборче право і намагався зробити його для чоловіків (Нільс Еден поширив його і на жінок). Вступив в гострий конфлікт з консерваторами, настроєними промонархічно і антидемократично. Проти Стоффа велась кампанія дискредитації, його зображують руйнівником шведських традицій.
Коли консерватори влаштували у королівської резиденції демонстрацію фермерів і король Густав V, який за законом мав бути поза політикою, засудив оборонну стратегію антимілітариста Стоффа, який не бажав витрачати на національну армію занадто багато грошей, прем'єр-міністр в знак протесту подав у відставку.
Вельми поціновується шведськими лібералами і ставится в один перелік з Нілсом Еденом, Карлом Екманом, Бертилем Оліном, Гуннаром Хеленом, Пером Альмарком і Бенгтом Вестербергом.